# Qualificazioni alla Coppa delle nazioni UNCAF 1991
Sono elencate di seguito le date e i risultati per le qualificazioni alla Coppa delle nazioni UNCAF 1991.

## Formula
7 membri UNCAF: Costa Rica (come paese ospitante) è qualificato direttamente alla fase finale. Rimangono 6 squadre per 3 posti disponibili per la fase finale: le qualificazioni si compongono di un turno unico.
- Playoff - 6 squadre, giocano partite di andata e ritorno. Le vincenti si qualificano alla fase finale.

## Playoff
| Managua 4 aprile 1991 | Nicaragua | 2 – 3 | El Salvador |  |

| Arbitro: | Melendez |

|                     |           |  |
| Rodríguez Díaz Arce | Marcatori |  |

El Salvador qualificato alla fase finale.
| Arbitro: | Ulloa |

|                                |           |  |
| Ju. Dely Valdés 14’ Piggot 53’ | Marcatori |  |

| Arbitro: | Guevara |

|                     |           |  |
| Vallejo 64’ 70’ 82’ | Marcatori |  |

Honduras qualificato alla fase finale.
| 12 maggio 1991 | Belize | – | Guatemala |  |

| 17 maggio 1991 | Guatemala | – | Belize |  |

Belize ritirato, Guatemala qualificato alla fase finale.